# Phytotriades auratus
Phytotriades auratus es una especie de anfibios de la familia Hylidae. Es endémica de la isla de Trinidad en la república de Trinidad y Tobago.
Está amenazada de extinción por la destrucción de su hábitat natural.
El Libro Rojo de la Fauna Venezolana están rana dorada arborícola, rana dorada de Trinidad, golden tree frog, El Tucuche golden frog. La Lista Roja de las Especies Amenazadas y el Libro Rojo de la Fauna Venezolana clasifican al Phytotriades en Peligro Crítico desde el 2004.

## Descripción
Anfibio de pequeño tamaño, que logra alcanzar hasta 35 mm de largo hocico-cloaca, siendo las hembras ligeramente mayores que los machos. Dos ejemplares adultos provenientes del noreste de Venezuela midieron 30 y 33 mm. La forma de la cabeza, vista dorsalmente, es parcialmente puntiaguda, y de terminación extendida y truncada. El canto rostral redondeado, la mandíbula inferior con un par medial de proyecciones como colmillos con pequeñas estructuras aserradas en forma de dientes a cada lado del borde de la mandíbula. La mandíbula superior también posee estructuras aserradas en forma de dientes, con una proyección medial que, cuando la boca se encuentra completamente cerrada, encaja entre las dos estructuras en forma de colmillos de la mandíbula inferior. Los ojos no son prominentes y tienen un tamaño alrededor de las tres cuartas partes de la distancia entre éstos y la narina. La pupila es elíptica horizontalmente y el iris de color verde metálico y negro. Tímpano no visible y de menos de un tercio del tamaño del ojo.
Anteriormente se creía que la especie no vocalizaba; sin embargo, su canto fue grabado por Mike Rutherford. Durante mediados de junio de 2015, se observó en cerro Humo y dentro de una bromelia un ejemplar hembra adulto, una cría que recién había pasado por una metamorfosis y un ejemplar adulto hembra del lagarto Euspondylus monsfumus.

## Distribución
Su descubrimiento reciente en cerro Humo, península de Paria, estado Sucre, a 1250 m de altura, es probable que se encuentre en otras localidades donde la bromelia tanque Glomeropitcairnia erectiflora ha sido señalada. Al igual que en Trinidad, los ejemplares venezolanos fueron observados dentro de G. erectiflora, las cuales crecen entre los 1150 m y 1250 m de elevación en las laderas de cerro Humo.

## Situación
Se desconoce el estatus poblacional de la especie en Venezuela. Durante la primera visita realizada a cerro Humo, se determinó que su hábitat no era mayor a dos hectáreas (0,02 km²); sin embargo, en otra visita reciente se avistó un ejemplar dentro de una G. erectiflora, por debajo de la cumbre, en la ladera sur, a unos 1150 m, lo que parece indicar que la especie no está restringida al grupo de bromelias de la cumbre de Cerro Humo y por lo tanto la extensión del hábitat podría ser ligeramente mayor. Desafortunadamente, es la ladera sur la que ha sufrido un grado mayor de intervención.

## Amenazas
Los mayores riesgos de esta especie son su extrema especialización, restringida disponibilidad de hábitat y escaso conocimiento sobre su historia natural. Actualmente se le conoce sólo de tres cumbres particularmente aisladas, e influenciadas por los vientos alisios; dos en la isla de Trinidad (El Tocuche y cerro del Aripo) y una en Paria (cerro Humo). En Cerro Humo, la cumbre ha sido deforestada en varias ocasiones para instalar infraestructura de telecomunicaciones relacionada con la prospección petrolera. Los cazadores mantienen rutas que atraviesan la cumbre, lo que hace el acceso relativamente fácil, y la pérdida de microhábitat constante.

## Conservación
Se recomienda la incorporación de la ladera sur de cerro Humo al parque nacional Península de Paria, por lo menos hasta los 600 m, creando una zona de amortiguamiento entre los cultivos y la cumbre y su bosque nublado. Se recomienda llevar a cabo inspecciones de las cumbres con presencia de G. erectiflora en el noroeste del país, para descartar o confirmar la presencia de P. auratus en estas localidades